# Alex Baker
Alex Baker, est une personnalité politique britannique, membre du Parti travailliste. Elle est députée d'Aldershot depuis 2024.
Elle débute au Parti coopératif, devient fonctionnaire parlementaire, puis travaille dix ans sur la régénération de Battersea Power Station comme directrice des communautés et du développement durable.
En 2024, Alex Baker devient la première femme députée d'Aldershot avec 40,7 % des voix, devançant le conservateur Leo Docherty.

## Biographie
Alex Baker, qui réside à Farnborough, commence sa carrière au Parti coopératif avant de rejoindre le Groupe coopératif. Pendant dix ans, elle travaille sur le projet de régénération de Battersea Power Station, puis comme directrice des communautés et de la durabilité.
En 2024, Alex Baker devient la première femme députée d'Aldershot, souvent considérée comme le foyer de l'armée britannique. Elle souhaite améliorer sa communauté, qu'elle estime avoir été négligée par le gouvernement conservateur. Elle se concentre sur la garde d'enfants, affirmant que l'approche dans ce domaine doit changer profondément, et milite pour le financement des écoles locales, plaidant pour une augmentation des ressources. Elle veut également revitaliser les centres-villes et soutenir les plans du Parti travailliste pour embaucher 13 000 nouveaux policiers, en veillant à ce qu'Aldershot reçoive sa part de ces agents.
Alex Baker vit à Farnborough et est mère de deux enfants.